# Frank Pallone
Frank Pallone, Jr., född 30 oktober 1951 i Long Branch, New Jersey, är en amerikansk demokratisk politiker. Han är ledamot av USA:s representanthus från New Jersey sedan 1988.
Pallone avlade 1973 en bachelorexamen (B.A.) vid Middlebury College och 1974 en masterexamen (M.A.) vid Fletcher School of Law and Diplomacy inom Tufts University, och 1978 en juristexamen (J.D.) vid Rutgers University. Han arbetade därefter i egen advokatfirma och var ledamot av delstatens senat 1983-1988.
Kongressledamoten James J. Howard avled 1988 i ämbetet. Pallone vann därefter fyllnadsvalet för att efterträda Howard i representanthuset, och har därefter blivit omvald i kongressvalen från 1988 till 2020.
När den demokratiske senatorn Frank Lautenberg dog 2013 och ett fyllnadsval skulle hållas, ställde Pallone upp i primärvalet för att bli demokraternas kandidat. Han förlorade dock mot Cory Booker, då borgmästare i Newark, som också vann fyllnadsvalet över den republikanske kandidaten Steve Lonegan.